# Straubenhardt
Straubenhardt település Németországban, azon belül Baden-Württembergben. Lakosainak száma 11 514 fő (2023. december 31.). Straubenhardt Keltern, Birkenfeld, Neuenbürg, Dobel, Bad Herrenalb, Marxzell és Karlsbad községekkel határos.

## Népesség
A település népessége az elmúlt években az alábbi módon változott:
| Lakosok száma | 5827 | 6718 | 7312 | 7877 | 8501 | 9840 | 10 395 | 10 739 | 10 736 | 11 514 |
|               | 1961 | 1967 | 1974 | 1980 | 1987 | 1993 | 2000   | 2006   | 2013   | 2023   |